# 南京医科大学康达学院
南京医科大学康达学院，是南京医科大学举办的普通全日制本科独立学院，具有独立法人资格。2011年，南京医科大学和连云港市政府签署合作办学协议。2013年9月，南京医科大学康达学院正式从南京迁址连云港办学。

## 历史
- 1999年，批准成立的公有民办二级学院南京医科大学康达学院；
- 2005年，改办为独立学院。
- 2013年，学校迁至连云港。

## 院系设置
共有13个专业，19个专业方向：
- 临床医学
- 预防医学
- 眼视光学
- 康复治疗学
- 药学
- 药物制剂
- 医学检验技术
- 医学影像
- 护理学
- 公共事业管理
- 生物医学工程
- 医学信息工程
- 英语

## 附属医院
- 第一附属医院（连云港市第一人民医院）
- 附属连云港第二人民医院（连云港市第二人民医院）
- 附属连云港妇幼保健院（连云港市第三人民医院、连云港市妇幼保健院）
- 附属连云港第四人民医院（连云港市第四人民医院）
- 附属连云港东方医院（连云港市市立东方医院）
- 附属连云港中医院（连云港市中医院）
- 附属赣榆医院（连云港市赣榆区人民医院）
- 附属灌云人民医院（灌云县人民医院）
- 附属东海人民医院（东海县人民医院）
- 附属滨海人民医院（滨海县人民医院）
- 附属泰兴医院（泰兴市人民医院）
- 附属兴化医院（兴化市人民医院）
- 附属丹阳医院（丹阳市人民医院）
- 附属宿迁第一人民医院（宿迁市第一人民医院）
- 附属新沂人民医院（新沂市人民医院）
- 附属涟水人民医院（涟水县人民医院）
- 附属盱眙人民医院（盱眙县人民医院）
- 附属南通第四人民医院（南通市第四人民医院）
- 附属宝应人民医院（宝应县人民医院）
- 附属临沂妇女儿童医院（临沂市妇女儿童医院） [2]

## 临床医学院
- 江宁临床医学院（南京市江宁医院）
- 盛泽临床医学院（江苏盛泽医院）
- 南通临床医学院（南通市第一人民医院）
- 老年临床医学院（江苏省省级机关医院）
- 常熟临床医学院（常熟市第一人民医院）